# Jacques Bouillard
Pour les articles homonymes, voir Bouillard.
Jacques Bouillard, ou Jacques Bouilliard, est un dessinateur et graveur français né le 14 septembre 1744 à Versailles et mort le 30 octobre 1806 à Paris.

## Biographie
Né à Versailles le 14 septembre 1744, Jacques Bouillard est le fils et petit-fils de parents officiers dans la Maison du roi. Atteint d'une infirmité aux jambes, il renonce à la carrière militaire.
Élève de Lagrenée aîné auprès duquel il étudie d'abord la peinture, il se spécialise dans le portrait. Il passe ensuite dans l'atelier de Cochin, devient un graveur renommé et est reçu membre de l'Académie royale de peinture et de sculpture le 26 avril 1788.
Il édite entre-temps la Galerie du Palais-Royal pour le compte du duc d'Orléans, en 1786, aux côtés du graveur Jacques Couché et d'après les dessins entre autres d'Antoine Borel, en trois volumes : ce précieux témoignage est le reflet de l'ancienne collection de la maison d'Orléans en 356 planches d'après des tableaux de maîtres.
Une lettre adressée en août-septembre 1797 à Sottin, ministre de la Sureté générale (1797-1798), révèle que Bouillard s'était rendu à Londres au début de la Révolution française, dans le but de s'y fixer, d'y exercer son art et de vendre ses planches légendées en anglais. On apprend également que son épouse s'appelle Marie-Louise Garot et que celle-ci sollicite auprès du Directoire une autorisation d'importation de planches exécutées par son mari vers la France, alors en guerre contre les Britanniques.
Dès son retour, rayé de la liste des émigrés, il est employé à graver les peintures du musée Napoléon. Il grava également les planches des volumes Antiquités de l'Encyclopédie méthodique, qui ne parurent qu'un 1824.
Il meurt le 30 octobre 1806 à Paris.

## Œuvres
- Pie VII, d'après Adrien Victor Auger[5].
- L'Adolescence de la Sainte Vierge, d'après Guido Reni[6].
- L’Amour taillant son arc, d'après Parmigianino[7].
- Borée et Orythie, d'après François-André Vincent[8].
- La Comparaison, d'après Jean-Frédéric Schall[9].
- Daphné et Apollon, d'après Louis-Michel van Loo[10].
- Franciscus Bartolozzi, d'après Pierre Noël Violet[11].
- Le Jugement de Salomon, d'après Valentin de Boulogne[12].
- L’Éducation de l'Amour, d'après Louis Jean François Lagrenée[13].
- Mercure enseignant à lire à l'Amour, d'après Titien[14].
- Moïse, enfant, foulant aux pieds la couronne de Pharaon, d’après Nicolas Poussin[15].
- Napoléon[16].
- Philippe II et sa maîtresse[17].
- Poliphile présenté à Eleutherilde, d’après Eustache Lesueur[18].
- Premier âge de l'Amour, d'après Louis Jean François Lagrenée[19].
- Punition de l'Amour, d'après Louis Jean François Lagrenée[20].
- La Sainte Famille, d’après Annibal Carrache[21].
- Sainte-Cécile jouant de la harpe, d’après Mignard[22].
- Suzanne au bain, d'après Giuseppe Cesari[23].
- Vénus qui se peigne, d'après Palma le Vieux[24].
- Marie a choisi la meilleure part, d'après Le Dominiquin.
- Je vous donnerai les clefs du royaume du Ciel, d'après Poussin.
- Ô Crux ave, spes unica, d'après Francesco Solimena.
- Cor Jesu, Cor Maria, d'après Francesco Solimena.
- L'Adoration des Rois, d'après Carlo Maratta.

Gravures de Jacques Bouillard
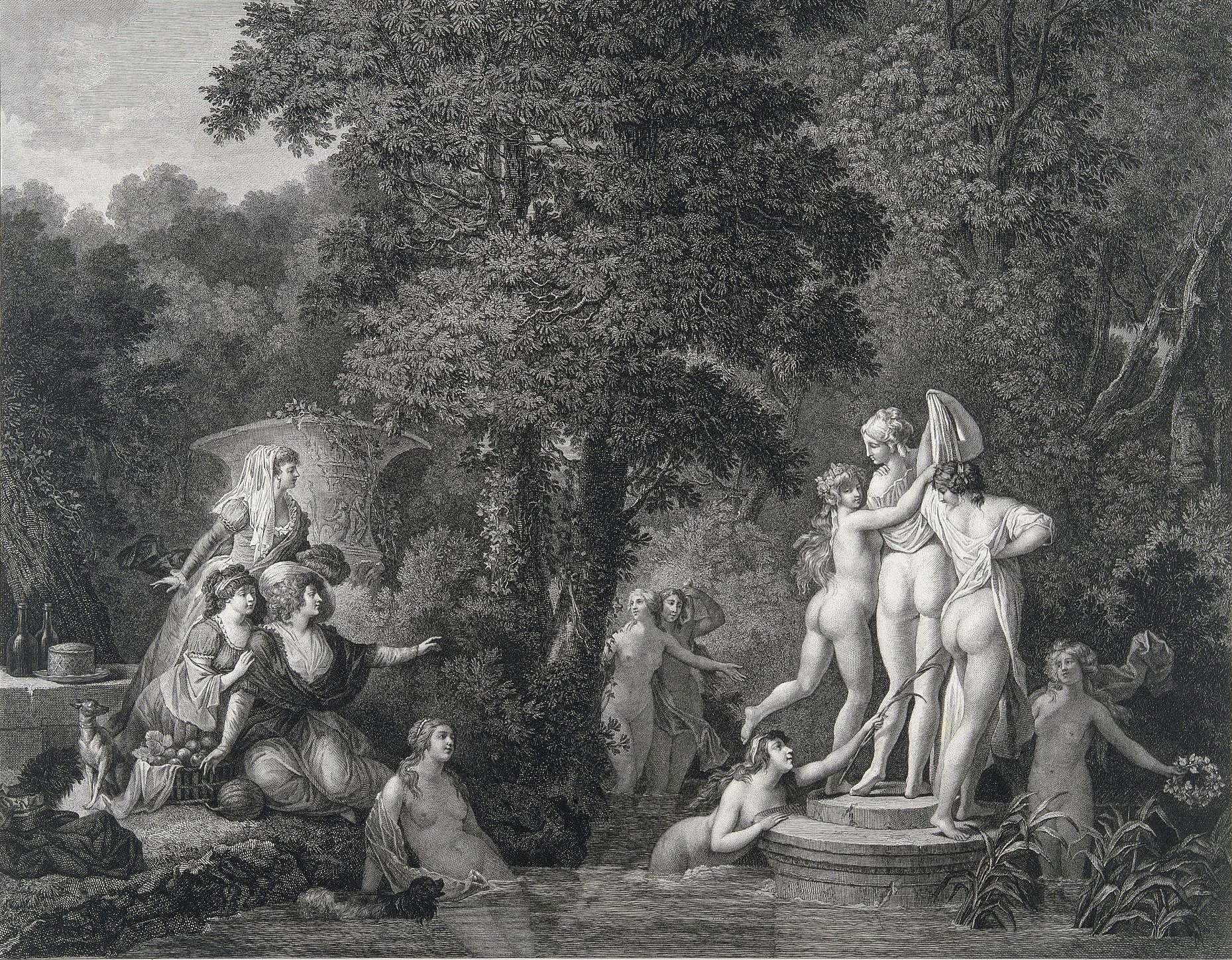
La Comparaison d'après Challe.
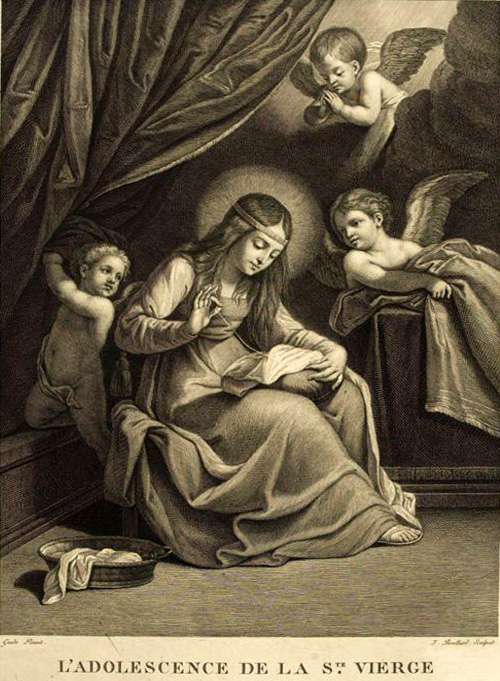
L'Adolescence de la Vierge, d'après Guido Reni.
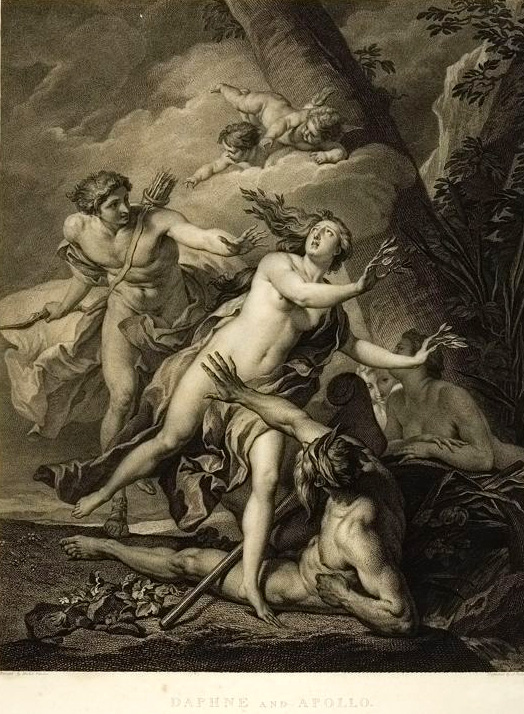
Daphné et Apollon, d'après Louis-Michel van Loo.
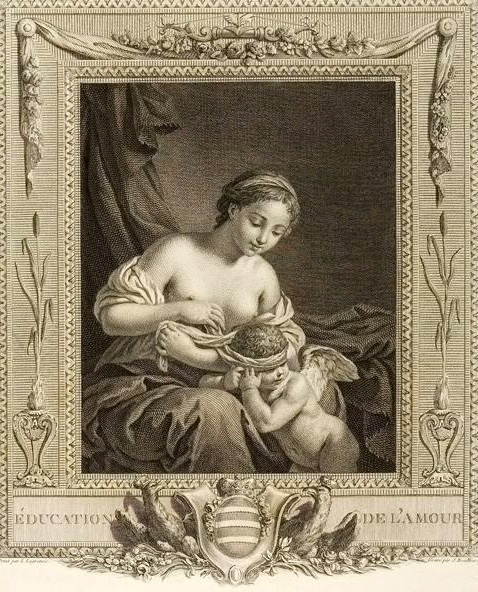
L'Éducation de l'amour, d'après Louis Jean François Lagrenée.
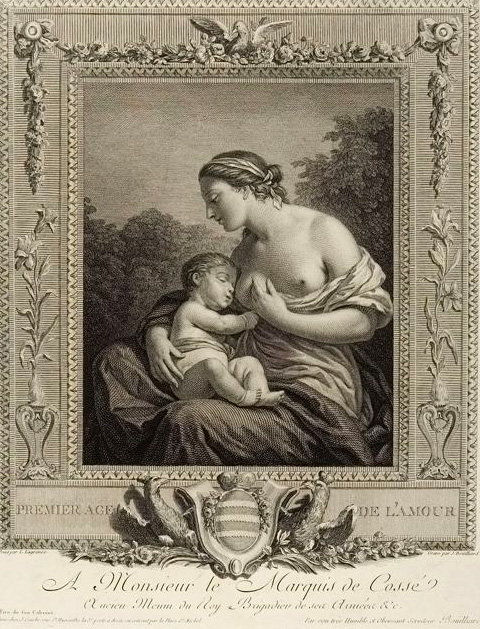
Premier âge de l'amour, d'après Lagrenée.
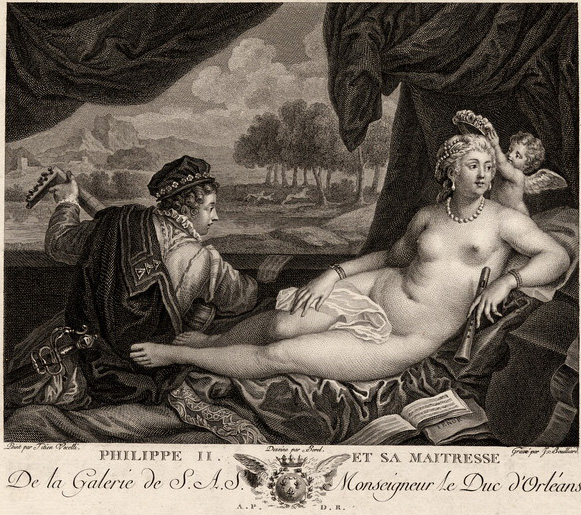
Philippe II et sa maitresse d'après Le Titien.